# Eva Sršen
Eva Sršen (1951., Ljubljana) je slovenska pop pjevačica koja je imala kratku karijeru početkom 1970-ih. Pobijedila je na Jugoviziji 1970., te je prošla na Euroviziju 1970. u Amsterdamu s pjesmom "Pridi, dala ti bom cvet", te osvojila 11 mjesto s 4 boda. Bila je popularna u Jugoslaviji s pjesmom "Ljubi, ljubi, ljubi".
1974. se natjecala na Jugoviziji s pjesmom "Lepa ljubav", ali je završila deveta od dvanaest. Sredinom 1970-ih je završila karijeru, te pjeva s vremena na vrijeme.